# Денежное (озеро, Тверская область)
Денежное — озеро в Старицком районе Тверской области России, находится в 36 км западнее города Старица, в 36 км севернее Ржева и в 6 км южнее села Луковниково. Вытянуто в меридианном направлении. Площадь поверхности — 0,24 км².

Берега озера заболочены, особенно в местах впадения в озеро реки Тьмы и ручьёв. Там наблюдается зарастание воды путём образования сплавины. Здесь растёт камыш лесной, сабельник болотный, сердечник луговой, лютик ядовитый, зубровка душистая, купальница европейская. Прибрежные мелководья заняты зарослями тростника обыкновенного, но по мере удаления от берега заменяющегося кувшинкой чисто-белой. Озеро богато рыбой (окунь, плотва, щука и др.), является местом обитания водоплавающих птиц. Является региональным Памятником природы с 1993 года.
На берегах озера расположены деревни Денежное и Пепелово.
В 5 км южнее озера берёт своё начало река Тьма. Она же впадает и вытекает из озера. В озеро впадают ещё два безымянных ручья.